# 릴리 레더우드
릴리 메이 레더우드(Lillie Mae Leatherwood, 1964년 7월 6일 ~ )는 주로 400m에 나간 미국의 여자 육상이다.
앨라배마주 터스컬루사에서 태어나 랠프에서 자라온 레더우드는 앨라배마 대학교에서 수학하며, 1986년 NCAA 실내 육상 선수권 대회에서 51.23초의 실내 대학 기록에 1위의 완료와 함께 400m 타이틀을 거머쥐었다. 그녀는 또한 지난해 실내 선수권에서 53.12초와 400m 국내 챔피언이기도 하였다.
1984년 로스앤젤레스 올림픽에서 레더우드는 1600m 릴레이에서 셰리 하워드, 발레리 브리스코훅스, 챈드라 치즈보로와 함께 금메달을 획득하였다.
1986년 11월 20일 동료 선수 에밋 킹과 결혼하였고, 현재 터스컬루사 경찰국에 고용되어 있다.